# James T. Saban Lookout
Le James T. Saban Lookout – ou High Park Lookout jusqu'en 2015 – est une tour de guet du comté de Washakie, dans le Wyoming, aux  États-Unis. Situé à 2 861 mètres d'altitude dans les monts Big Horn, il est protégé au sein de la forêt nationale de Bighorn. Construit en 1942 par le Civilian Conservation Corps, il est inscrit au Registre national des lieux historiques depuis le 15 novembre 2016.